# Одиамбо, Джордж
Джордж Одиамбо Огуту (англ. George Odhiambo Ogutu; 31 декабря 1992, Тур-Гем, Кения) — кенийский футболист, нападающий клуба «Гор Махиа» и сборной Кении.

## Клубная карьера
Джордж начал карьеру в 2009 году в возрасте 16 лет в клубе кенийской премьер-лиги «Гор Махиа». В первый же год в профессиональном футболе он получил награду как самый перспективный игрок, а в 2010 стал Лучшим игроком лиги.
В январе 2011 Джордж подписал контракт с датским клубом «Раннерс». За датчан Одиамбо дебютировал в матче против «Норшелланна», выйдя на замену. Однако Джорджу не удалось стать игроком основного состава, за клуб он сыграл только 2 матча и в мае 2012 перешёл в танзанийский «Азам». Однако и в Танзании дела у Одиамбо не задались, и уже в июле он покинул клуб.
Пробыв в статусе свободного агента почти полгода, Джордж подписал 9 января полугодовой контракт с кенийским клубом «Найроби Сити Старс». Однако уже 28 февраля 2013 Одиамбо присоединился к армянскому «Шираку», а 3 марта уже дебютировал за новый клуб в матче Кубка Армении против «Арарата». 30 марта Джордж забил свой первый гол за «Ширак» в игре против «Импульса». По итогам сезона 2012/13 вместе с «Шираком» стал чемпионом Армении.
Летом 2013 года перешёл в «Улисс», за который провёл 11 матчей и забил 1 гол. В январе 2014 года Одиамбо стал свободным агентом и вскоре вернулся в свой бывший клуб «Гор Махиа».

## Карьера в сборной
С 2009 года Джордж регулярно вызывается на игры национальной сборной Кении.

## Достижения
«Ширак»
- Чемпион Армении: 2012/13